# Omar m'a tuer (film)
Cet article concerne le film de Roschdy Zem. Pour l'affaire judiciaire, voir Affaire Omar Raddad.
Pour plus de détails, voir Fiche technique et Distribution.
Omar m'a tuer est un film de procès français réalisé par Roschdy Zem, sorti en 2011. Le film s'inspire de l'affaire Omar Raddad.

## Synopsis
En 1991, Ghislaine Marchal est assassinée dans sa villa à Mougins. Une inscription mystérieuse est retrouvée sur la scène du crime inscrite avec le sang de la victime : « Omar m'a tuer ».

## Fiche technique
- Réalisation : Roschdy Zem
- Scénario : Roschdy Zem, Olivier Gorce, avec les participations de Rachid Bouchareb, Olivier Lorelle et Sylvie Lotiron
- Décors : Sébastien Giraud
- Costumes : Véronique Trémoureux
- Photographie : Jérôme Alméras
- Montage : Monica Coleman
- Musique : Alexandre Azaria
- Société de production : 3B Productions, en association avec les SOFICA Cinémage 5 et Cofinova 7
- Production : Rachid Bouchareb, Jean Bréhat et Stéphane Célérier[1]
- Production exécutive : Muriel Merlin
- Distribution : Mars Distribution
- Langues originale : français, arabe
- Genre : drame biographique et historique
- Format : couleur ; 2,35:1
- Dates de sortie :
  - France : 22 juin 2011

## Distribution
| - Sami Bouajila : Omar Raddad - Denis Podalydès : Pierre-Emmanuel Vaugrenard - Maurice Bénichou : Jacques Vergès - Salomé Stévenin : Maud, l'assistante de Vaugrenard - Nozha Khouadra : Latifa Raddad - Afida Tahri : la mère de Latifa - Lounès Tazaïrt : M. Sheriff - Liliane Nataf : Mme Marchal - Catherine Salviat : Hélène Carrère d'Encausse - Pascal Elso : André de Comminges - Didier Vinson : Juge Renard - Gabriel Le Doze : Maître Beaudoux - Pierre Laur, Piero Brichese et Éric Kailey : les gendarmes - Ludovic Berthillot : Henrique, le codétenu - Julien Béramis : Maître Kéita - Catherine Lauverjon : la gardienne d'immeuble - Bunny Godillot : Liliane Receveau - Jean Toscan : le vieux monsieur de l'hôpital - Dominique Ratonnat : Docteur Le Poivre |  | - Benaïssa Ahaouari : Abdeslam - Michel Coste : Maître Leclerc - Nacer Chenouf : l'interprète - Philippe Van Den Bergh : le médecin légiste - Shirley Bousquet : Joséphine - Pierre Alloggia : Voeckler - Ysé Tran : Mathilde, la femme de l'éditeur - Éric Naggar : Maître Girard - François Clavier : l'officier - Hakim Taleb : Mounir - Zakaria El Ahmadi : Magid - Alain Naron : Alain - Catherine de Seynes : Mme Pascal - Bernard di Mambro : Maître Georges Kiejman - Didier Mahieu : l'expert en écriture - Teddy Ricoul : le gardien de prison en chef - Omar Raddad : lui-même (archives, non crédité) - Yanis Abdellaoui : Karim Raddad (enfant) |

## Production

### Développement
En 2007, Roschdy Zem achète les droits d'adaptation du livre écrit par Omar Raddad Pourquoi moi ? sorti en 2002 aux éditions du Seuil. Zem expliquait en 2007 dans Le Parisien vouloir raconter « l'histoire d'un jeune homme qui avait énormément souffert d'avoir été accusé à tort d'un meurtre ». Le film est également basé sur le livre Omar, la construction d'un coupable de Jean-Marie Rouart, représenté dans le film par Pierre-Emmanuel Vaugrenard (personnage qui est, en fait, un mélange de l'académicien et du détective Roger-Marc Moreau qui a mené une contre-enquête notamment en Tunisie, scène figurant dans le film), publié en 1994.

### Tournage
Le tournage débute le 3 mai 2010. 
Le tournage se déroule sur la Côte d'Azur mais aussi à Béziers, Montpellier (palais de justice), Nîmes, Villeneuve-les-Maguelone (maison d'arrêt).

## Distinctions
- 2012 : Retenu dans la présélection pour l'Oscar du meilleur film en langue étrangère pour sa version marocaine[8].
- 2012 : Nomination au César de la meilleure adaptation et du meilleur acteur[9].

## Analyse